# Corennys circellaris
Corennys circellaris là một loài bọ cánh cứng trong họ Cerambycidae.